# Japanese Movie Database
O Japanese Movie Database (日本映画データベース, Nihon eiga dētabēsu), comumente referido por JMDb, é um banco de dados online de informações sobre filmes, atores e equipe de produção japoneses.
É similar ao Internet Movie Database, mas lista apenas filmes originalmente lançados no Japão. O site foi lançado em 1997 e contem filmes desde a Era Meiji (1899) até hoje.